# Kunioki Takahira
Kunioki Takahira nasceu em Okayama-Ken no Japão no dia 21 de novembro de 1924. Filho de Tomegoro Takahira e Koto Takahira. Vieram ao Brasil e se instalaram nas lavouras de café na região paulista e depois em Bastos onde conheceu Yoko Assano Takahira e que depois, em 1952 se casaram, e vieram morar no município de Nova Esperança no Paraná, onde abriram uma livraria que funciona a mais de 45 anos.
Kunioki tinha uma paixão em especial, ele amava muito o beisebol, e desse amor veio grandes resultados como treinador, de 1975 a 1985, venceu cinco campeonatos brasileiros e foi vice em três. Também foi treinador da seleção brasileira em um campeonato disputado no Japão e conquistando o vicecampeonato. Em 1997 participou da união da liga Noroeste, com atletas de Nova Esperança e Paranavaí, entre esses atletas seus netos Erick Takahira Furukawa, Marcel Takahira Morimitsu e Diego Takahira Furukawa, e com a liga noroeste venceu um campeonato brasileiro disputado em Marilía. 
Foi homenageado pela liga noroeste, e tendo nos dias atuais um campeonato com o seu nome. No dia 13 de outubro de 2003 foi homenageado pela prefeitura e câmara municipal de Nova Esperança, com o título comunitário. Faleceu seis dias após a sua homenagem, deixando exemplo de amor, dedicação e de participação.